# Fladbury
Fladbury är en ort och civil parish  i Storbritannien.   Den ligger i grevskapet Worcestershire och riksdelen England, i den södra delen av landet, 140 km nordväst om huvudstaden London. Fladbury ligger 29 meter över havet och antalet invånare är 750.
Terrängen runt Fladbury är platt åt nordost, men åt sydväst är den kuperad. Runt Fladbury är det ganska tätbefolkat, med 179 invånare per kvadratkilometer. Närmaste större samhälle är Worcester, 16,7 km nordväst om Fladbury. Trakten runt Fladbury består till största delen av jordbruksmark.